# SONIC LOST WORLD ORIGINAL SOUNDTRACK/WITHOUT BOUNDARIES
『SONIC LOST WORLD ORIGINAL SOUNDTRACK/WITHOUT BOUNDARIES』（ソニック・ロスト・ワールド・オリジナル・サウンドトラック/ウィスアウト・バウンダリーズ）は、2013年11月27日に発売されたゲーム『ソニック ロストワールド』（以降SLW）のオリジナルサウンドトラック。

## 内容
- このサウンドトラックは、SLWに使われた、ナイトメアDLC以外のBGMが収録されていた。
- サウンドディレクターは『SONIC THE HEDGEHOG』と『ソニック ワールドアドベンチャー』でサウンドプロデュースを担当した大谷智哉。メインサウンドプロデュースは大谷智哉、江口貴勅と幡谷尚史。交響楽多いのイベントミュージックのパフォーマンスのため、ソニックロストワールドセッション交響楽団を構成した。

## 収録曲

### Disc1
1. Wonder World - Title Theme -
（作曲：大谷智哉　オーケストラ化：江口貴勅　パフォーマンス：ソニックロストワールドセッション交響楽団）
SLWメインテーマ
2. Cutscene - Opening
（作曲・編曲：江口貴勅　パフォーマンス：ソニックロストワールドセッション交響楽団）
オープニングイベントBGM
3. Windy Hill - Zone1
（作曲：大谷智哉　編曲：大谷智哉・江口貴勅）
このBGMが使っているステージ：
  - Wii U版「ウィンディヒルZone1」と「ウィンディヒルZone4」
  - 3DS版「ウィンディヒルチュートリアル」、「ウィンディヒルZone1」、「ウィンディヒルExtra」と「スタッフロール」
4. Cutscene - Eggman & The Deadly Six
（作曲・編曲：江口貴勅）
5. Windy Hill - Zone2
（作曲：大谷智哉　編曲：大谷智哉・江口貴勅）
このBGMが使っているステージ：
  - Wii U版「ウィンディヒルZone2」
  - 3DS版「ウィンディヒルZone3」
6. Color Power - Indigo Asteroid
（作曲：大谷智哉）
カラーパワー「インディゴ・アステロイド」使用中BGM
7. Careening Cavern
（作曲・編曲：大谷智哉）
このBGMが使っているステージ：
  - Wii U版「ウィンディヒルZone3」と「サイレントフォレストZone3」
  - 3DS版「ウィンディヒルZone2」
8. Color Power - Cyan Laser
（リミックス：大谷智哉）
カラーパワー「シアン・レーザー」使用中BGM
オリジナル曲は「ソニック カラーズ」より
9. Cutscene - Face-off With Zazz
（作曲・編曲：江口貴勅）
10. The Deadly Six Theme
（作曲：大谷智哉　編曲：大谷智哉・江口貴勅）
このBGMが使っているステージ：
  - Wii U版「VSザズ/ゾモン/マスタージーク　第一戦」
  - 3DS版「ウィンディヒル/デザートルイーンズ　ボス戦」
11. Cutscene - The Cacophonic Conch
（作曲・編曲：江口貴勅）
12. Desert Ruins - Zone1
（作曲・編曲：大谷智哉　サックスアレンジ：渡辺剛）
このBGMが使っているステージ：
  - Wii U版「デザートルイーンズZone1」
  - 3DS版「デザートルイーンズZone1」と「デザートルイーンズExtra」
13. Color Power - Crimson Eagle
（作曲：大谷智哉）
カラーパワー「クリムゾン・イーグル」使用中BGM
14. Cutscene - Calling In The Heavy Hitter
（作曲・編曲：江口貴勅）
15. Honeycomb Highway
（作曲・編曲：大谷智哉　金管楽器アレンジ：渡辺剛）
このBGMが使っているステージ：
  - Wii U版「デザートルイーンズZone2」
  - 3DS版「サイレントフォレストZone2」と「サイレントフォレストExtra」
16. Sugar Lane
（作曲：幡谷尚史）
このBGMが使っているステージ：
  - Wii U版「デザートルイーンズZone3」
17. Cutscene - Zomom's Take-out Lunch
（作曲・編曲：江口貴勅）
18. Desert Ruins - Zone4
（作曲・編曲：大谷智哉　サックスアレンジ：渡辺剛）
このBGMが使っているステージ：
  - Wii U版「デザートルイーンズZone4」
  - 3DS版「デザートルイーンズZone2」と「デザートルイーンズZone3」
19. Color Power - Yellow Drill
（リミックス：大谷智哉）
カラーパワー「イエロー・ドリル」使用中BGM
オリジナル曲は「ソニック カラーズ」より
20. Cutscene - The Rise Of The Six
（作曲・編曲：江口貴勅）
21. Cutscene - Who Got Us Into This Mess?
（作曲・編曲：江口貴勅）
22. Tropical Coast - Zone1
（作曲・編曲：大谷智哉　金管楽器アレンジ：渡辺剛）
このBGMが使っているステージ：
  - Wii U版「トロピカルコーストZone1」
  - 3DS版「トロピカルコーストZone1」
23. Color Power - Yellow Drill (Submarine ver.)
（リミックス：大谷智哉）
カラーパワー「イエロー・ドリル　水中」使用中BGM
オリジナル曲は「ソニック カラーズ」より
24. Cutscene - A Legendary Master Appears
（作曲・編曲：江口貴勅）
25. Juice Archipelago
（作曲・編曲：大谷智哉　金管楽器アレンジ：渡辺剛）
このBGMが使っているステージ：
  - Wii U版「トロピカルコーストZone2」と「トロピカルコーストZone4」
  - 3DS版「トロピカルコーストZone2」
26. Color Power - Orange Rocket
（リミックス：大谷智哉）
カラーパワー「オレンジ・ロケット」使用中BGM
オリジナル曲は「ソニック カラーズ」より
27. Sea Bottom Segue
（作曲・編曲：大谷智哉　ストリングスアレンジ：江口貴勅）
このBGMが使っているステージ：
  - Wii U版「トロピカルコーストZone3」と「ラバマウンテンZone2」
  - 3DS版「トロピカルコーストZone3」
28. Cutscene - Eggman's Secret Weapon
（作曲・編曲：江口貴勅）
29. Cutscene - Master Zik's Warm-up
（作曲・編曲：江口貴勅）
30. Cutscene - The Enemy Of My Enemy Is...?
（作曲・編曲：江口貴勅）
31. The Deadly Six Theme (Orchestra ver.)
（作曲：大谷智哉　オーケストラ化：江口貴勅　パフォーマンス：ソニックロストワールドセッション交響楽団）
このBGMが使っているステージ：
  - Wii U版「VSザズ/ゾモン/マスタージーク/ジーナ/ゾア　第二戦」と「VSザボック　第一戦」
  - 3DS版「フローズンファクトリー/サイレントフォレスト　ボス戦」

### Disc2
1. Title Screen
（作曲：大谷智哉　オーケストラ化：江口貴勅　パフォーマンス：ソニックロストワールドセッション交響楽団）
タイトルスクリーンBGM
2. Cutscene - Tails Gets Angry
（作曲・編曲：江口貴勅）
3. Frozen Factory - Zone1
（作曲：大谷智哉）
このBGMが使っているステージ：
  - Wii U版「フローズンファクトリーZone1」と「フローズンファクトリーZone4」
  - 3DS版「フローズンファクトリーZone1」、「フローズンファクトリーZone2」と「フローズンファクトリーExtra」
4. Color Power - Ivory Lightning
（作曲：大谷智哉）
カラーパワー「アイボリー・ライトニング」使用中BGM
5. Cutscene - Even A Rose Has Thorns
（作曲・編曲：江口貴勅）
6. Snowball Waltz
（作曲：大谷智哉　編曲：大谷智哉・蓑部雄崇）
このBGMが使っているステージ：
  - Wii U版「フローズンファクトリーZone2」
  - 3DS版「フローズンファクトリーZone3」
7. Cutscene - Eggman's Buttons Pushed
（作曲・編曲：江口貴勅）
8. Double Down
（作曲・編曲：大谷智哉　金管楽器アレンジ：渡辺剛）
このBGMが使っているステージ：
  - Wii U版「フローズンファクトリーZone3」
  - 3DS版「スカイロードZone1」、「スカイロードZone2」と「スカイロードExtra」
9. Tilt The Machine
（作曲・編曲：大谷智哉　金管楽器アレンジ：渡辺剛）
このBGMが使っているステージ：
  - Wii U版「フローズンファクトリーZone3　ピンボールエリア」
10. Color Power - Green Hover
カラーパワー「グリーン・ホバー」使用中BGM
オリジナル曲は「ソニック カラーズ」より
11. Cutscene - Out Of Character
（作曲・編曲：江口貴勅）
12. Silent Forest - Zone1
（作曲・編曲：大谷智哉　金管楽器アレンジ：渡辺剛）
このBGMが使っているステージ：
  - Wii U版「サイレントフォレストZone1」
  - 3DS版「サイレントフォレストZone1」
13. Color Power - Grey Quake
（作曲：大谷智哉）
カラーパワー「グレイ・クエイク」使用中BGM
14. Cutscene - It's A Trap!
（作曲・編曲：江口貴勅）
15. Cutscene - Apathy Meets Disappointment
（作曲・編曲：江口貴勅）
16. Midnight Owl
（作曲：大谷智哉　編曲：大谷智哉・蓑部雄崇）
このBGMが使っているステージ：
  - Wii U版「サイレントフォレストZone2」
17. Owl Lights
（作曲：大谷智哉　編曲：蓑部雄崇）
このBGMが使っているステージ：
  - Wii U版「サイレントフォレストZone2　捜索開始」
18. Color Power - Magenta Rhythm
（作曲：大谷智哉）
カラーパワー「マゼンタ・リズム」使用中BGM
19. Island Relics
（作曲：大谷智哉）
このBGMが使っているステージ：
  - Wii U版「サイレントフォレストZone4」
20. The Deadly Six Theme (Violin ver.)
（作曲：大谷智哉　編曲：大谷智哉・江口貴勅）
このBGMが使っているステージ：
  - Wii U版「VSジーナ/ゾア　第一戦」
  - 3DS版「ウィンディヒルZone3 VSザズ」と「トロピカルコースト　ボス戦」
21. Start Your Hedgehogs
（再エディット：大谷智哉）
Wii U版「対戦レース」ステージセレクトBGM
メインテーマのリメイク
22. Invincible (Sonic Heroes ver.)
（再エディット：大谷智哉）
無敵状態BGM
「ソニック ヒーローズ」メインテーマのリメイク
23. Speed Up! (Reach For The Stars ver.)
（再エディット：大谷智哉）
スピードアップ状態BGM
「ソニック カラーズ」オープニングテーマのリメイク
24. Lost World Jingle
（作曲：大谷智哉　オーケストラ化：江口貴勅　パフォーマンス：ソニックロストワールドセッション交響楽団）
25. Mission Clear
（作曲：大谷智哉　編曲：江口貴勅）
26. Item Get Level 1
（作曲：大谷智哉　オーケストラ化：江口貴勅　パフォーマンス：ソニックロストワールドセッション交響楽団）
27. Item Get Level 2
（作曲：大谷智哉　オーケストラ化：江口貴勅　パフォーマンス：ソニックロストワールドセッション交響楽団）
28. Item Get Level 3
（作曲：大谷智哉　オーケストラ化：江口貴勅　パフォーマンス：ソニックロストワールドセッション交響楽団）
29. Item Get Level 4
（作曲：大谷智哉　オーケストラ化：江口貴勅　パフォーマンス：ソニックロストワールドセッション交響楽団）
30. Stage Clear (Synth ver.)
（編曲：大谷智哉）
Wii U版「対戦レース」ステージクリアBGM
メインテーマのリメイク
31. And The Winner Is...
（再エディット：大谷智哉）
Wii U版「対戦レース」リザルトスクリーンBGM
メインテーマのリメイク

### Disc3
1. The Lost Hex
（作曲：大谷智哉　編曲：江口貴勅　パフォーマンス：ソニックロストワールドセッション交響楽団）
ハブワールドテーマ
2. Sky Road - Zone1
（作曲・編曲：大谷智哉）
このBGMが使っているステージ：
  - Wii U版「トロピカルコーストZone？」、「スカイロードZone1」と「スカイロードZone3」
  - 3DS版「トロピカルコーストExtra」
3. Cutscene - Zavok's Taunt
（作曲：江口貴勅）
4. Dragon Dance
（作曲：大谷智哉　編曲：大谷智哉・蓑部雄崇）
このBGMが使っているステージ：
  - Wii U版「スカイロードZone2」
  - 3DS版「スカイロードZone3」
5. Color Power - Red Burst
（作曲：大谷智哉）
カラーパワー「レッド・バースト」使用中BGM
6. Thundercloud Acropolis
（作曲：大谷智哉）
このBGMが使っているステージ：
  - Wii U版「スカイロードZone4」
7. Cutscene - Tails Gets An Upgrade?
（作曲：江口貴勅）
8. Battle With Zavok (Orchestra ver.)
（作曲・編曲：大谷智哉　オーケストラ化：蓑部雄崇）
このBGMが使っているステージ：
  - Wii U版「VSザボック　第二戦」
  - 3DS版「スカイロード　ボス戦」
9. Stage Clear
（作曲・編曲：大谷智哉　オーケストラ化：江口貴勅　パフォーマンス：ソニックロストワールドセッション交響楽団）
リザルトスクリーンBGM
メインテーマのリメイク
10. Cutscene - Eggman's Sacrifice
（作曲：江口貴勅）
11. Cutscene - Revenge Of The Six
（作曲：江口貴勅）
12. Boss Rushes
（作曲：大谷智哉　オーケストラ化：江口貴勅　パフォーマンス：ソニックロストワールドセッション交響楽団）
このBGMが使っているステージ：
  - Wii U版「ラバマウンテンZone1」
  - 3DS版「ラバマウンテンZone1」
13. Cutscene - Solitude
（作曲：江口貴勅）
14. Cutscene - Robo Tails Attacks!
（作曲：江口貴勅）
15. Lava Mountain
（作曲：大谷智哉）
このBGMが使っているステージ：
  - Wii U版「ラバマウンテンZone3」
16. Boss Rushes (Guitar ver.)
（作曲：大谷智哉　オーケストラ化：江口貴勅　パフォーマンス：ソニックロストワールドセッション交響楽団）
このBGMが使っているステージ：
  - Wii U版「ラバマウンテンZone3 VSジーナ/ゾア/ザボック第一形態」
  - 3DS版「ラバマウンテンZone2」
17. Battle With Zavok
（作曲・編曲：大谷智哉　オーケストラ化：蓑部雄崇）
このBGMが使っているステージ：
  - Wii U版「ラバマウンテンZone3 VSザボック第二形態」
  - 3DS版「ラバマウンテンZone3」
18. Cutscene - Eggman Returns
（作曲：江口貴勅）
19. Dr. Eggman Showdown
（作曲・編曲：大谷智哉　ストリングスアレンジ：渡辺剛）
このBGMが使っているステージ：
  - Wii U版「ラバマウンテンZone4」
  - 3DS版「ラバマウンテン　ボス戦」と「ラバマウンテンExtra」
20. Cutscene - Ending
（作曲：江口貴勅）
21. Tails Laboratory
（作曲・編曲：大谷智哉）
22. Hidden World
（作曲：大谷智哉）
このBGMが使っているステージ：
  - Wii U版「ヒドゥンワールドZone1」、「ヒドゥンワールドZone3」と「ヒドゥンワールドZone4」
23. Hidden World - Cubliclated
（作曲・再エディット：大谷智哉）
このBGMが使っているステージ：
  - Wii U版「ヒドゥンワールドZone1」、「ヒドゥンワールドZone3」と「ヒドゥンワールドZone4」
24. Hurry Up!
（作曲：大谷智哉　オーケストラ化：江口貴勅　パフォーマンス：ソニックロストワールドセッション交響楽団）
20秒カウントダウンBGM
25. Tornado Time
（作曲：瀬上純　編曲：大谷智哉）
このBGMが使っているステージ：
  - Wii U版「ヒドゥンワールドZone2」

「ソニックアドベンチャー2」に使用されたテイルスのテーマ「Believe in Myself」のリメイク
26. Color Power - Black Wisp
（作曲：大谷智哉）
カラーパワー「ブラック・ボム」使用中BGM
27. Sky Road - Bonus Stage
（作曲：大谷智哉　編曲：大谷智哉・蓑部雄崇）
このBGMが使っているステージ：
  - Wii U版「スカイロードZone？」
28. Midnight Owl (Bayou Drums ver.)
（作曲：大谷智哉　編曲：大谷智哉・蓑部雄崇）
このBGMが使っているステージ：
  - 3DS版「サイレントフォレストZone3」
29. Circus Caravan
（作曲・編曲：大谷智哉）
Wii U版「サーカスステージ」BGM
30. Special Stage
（作曲：大谷智哉）
3DS版「スペシャルステージ」BGM
31. Super Sonic (Wonder World ver.)
（リミックス：大谷智哉）
スーパーソニック変身BGM
メインテーマのリメイク